# Megalops atlanticus
Espèce
Statut de conservation UICN

 VU A2bd : Vulnérable
Le tarpon de l'Atlantique (Megalops atlanticus) est une des deux espèces de tarpons du genre Megalops. Ce poisson est connu pour sa taille imposante, sa robustesse et ses puissants sauts hors de l'eau. Il est notamment recherché en pêche sportive pour ses qualités de combat et sa résistance exceptionnelle.

## Description
Les femelles mesurent en moyenne 1,67 m et les mâles 1,45 m de long. Il peut atteindre un maximum de 2,5 m pour plus de 160 kg.
Le tarpon possède un corps allongé et comprimé latéralement, recouvert de grandes écailles argentées. Il se reconnaît notamment à sa grande nageoire dorsale, dont le dernier rayon est filamenteux et très allongé. Sa mâchoire inférieure proéminente est un autre trait distinctif.

## Alimentation
Les juvéniles se nourrissent de zooplancton, de petits poissons et d'insectes. Les adultes se nourrissent uniquement de poissons (dont Lagodon rhomboides et Strongylura marina) et de crustacés. Ils avalent leurs proies entières à cause de la petite taille de leurs dents.

## Prédateurs
Les principaux prédateurs de Megalops atlanticus sont le requin-bouledogue, le grand requin-marteau et l'alligator d'Amérique.

## Habitat et répartition
Megalops atlanticus vit principalement dans les eaux côtières de l’océan Atlantique ouest, de la Virginie aux côtes du Brésil, incluant le golfe du Mexique et les Caraïbes. On le retrouve aussi dans certaines zones de l’océan Atlantique est, comme le Sénégal ou la Côte d’Ivoire.
Ce poisson euryhalin fréquente des milieux variés : mangroves, lagunes, estuaires, canaux et récifs côtiers. Il peut tolérer des eaux très peu salées, voire douces, et possède un système respiratoire unique lui permettant d’absorber de l’oxygène atmosphérique grâce à une vessie gazeuse fonctionnant comme un poumon.

## Cycle de vie
Le cycle de vie du tarpon comprend une phase larvaire dite *leptocéphale*, caractéristique des Elopomorphes. Cette larve transparente dérive avec les courants avant de se métamorphoser et de rejoindre des habitats côtiers. Le tarpon atteint sa maturité sexuelle entre 7 et 13 ans. Il peut vivre plus de 50 ans en milieu naturel.

## Pêche sportive

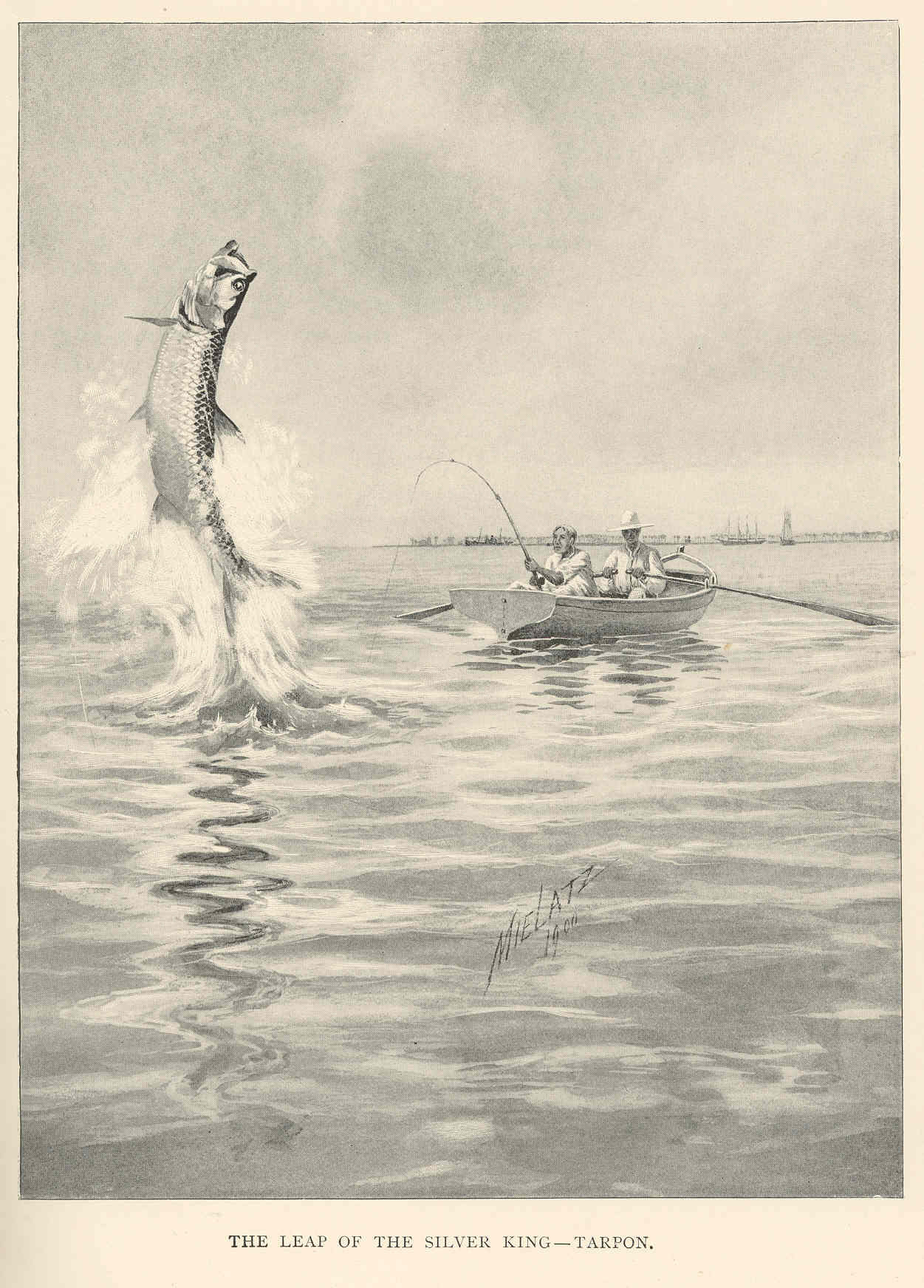
Pêche au Tarpon.

Le tarpon de l'Atlantique est une espèce appréciée en pêche sportive. Il peut être péché au vif ou au leurre. Lorsqu'il se retrouve ferré, il réalise de nombreux sauts hors de l'eau pour se décrocher. Aux États-Unis, sa pêche se pratique en no-kill.
Le tarpon est parfois surnommé « le roi argenté » (*silver king*) pour la beauté de ses écailles et la puissance de ses combats. Sa capture est un objectif emblématique pour de nombreux pêcheurs sportifs dans des destinations réputées comme la Floride, le Belize ou le Costa Rica.

## État des populations
Les populations du tarpon de l'Atlantique sont en diminution en raison de la surpêche et de la dégradation de leur habitat. L'UICN le classe dans les espèces vulnérables.